# MG-335
A MG-335 é uma rodovia brasileira do estado de Minas Gerais que liga Lavras ao entroncamento da BR-494 em São Tiago. Encontra-se pavimentada entre os municípios de Lavras e Bom Sucesso, passando por Ijaci e Macaia. Por sua característica, é considerada uma rodovia diagonal.